# Aphelandra golfodulcensis
Aphelandra golfodulcensis är en akantusväxtart som beskrevs av L.A. Mcdade. Aphelandra golfodulcensis ingår i släktet Aphelandra och familjen akantusväxter. Inga underarter finns listade i Catalogue of Life.